# Il sale della terra (Cummins)
Il sale della terra (American Dirt) è un romanzo della scrittrice americana Jeanine Cummins, pubblicato il 21 gennaio 2020 per le edizioni Flatiron Books. L’edizione italiana, con la traduzione di Francesca Pe’, è stata curata da Feltrinelli.

## Trama
La storia parte da Acapulco, nello Stato messicano di Guerrero: Luca, un bel bambino di otto anni, è andato con i suoi genitori in casa della nonna per la quinceanera della cuginetta Yenifer. Nel mentre che Luca è al bagno con la madre Lydia un commando di killer entra nell’abitazione e uccide tutti quelli che incontra, 16 persone che rappresentano l’intera famiglia dei due compreso il marito e padre Sebastiàn. Solo il caso permette a Lydia e Luca di sfuggire alla mattanza.
Lydia sa già che il mandante di tutto quest'orrore è Javier Crespo, capo del potente cartello della droga Los Jardineros, che ha conosciuto quando questi è giunto come normale cliente nella sua libreria (che aveva aperto assieme al marito), e con il quale è sorto un rapporto che può essere definito come un flirt puramente intellettuale, con maggior coinvolgimento da parte di lui.
Sa altresì che Javier può non avere gradito un articolo, onesto ma non cattivo, appena pubblicato da Sebastiàn che è un giornalista esperto di cartelli, e che sfuggire ai narcos è quasi impossibile: pertanto decide di abbandonare il Messico e riparare negli Stati Uniti. Di qui la fuga da Acapulco e il viaggio verso la capitale con l’aiuto di Carlos, vecchio amico di famiglia, dove però l‘indisponibilità dei documenti di Luca rende impossibile qualsiasi viaggio legale: non resta quindi che la via dei migrantes e la Bestia, il treno merci in cui si sale e si scende al volo, a rischio continuo della vita.
Inizia così un viaggio da incubo, nel quale i fuggitivi incontrano autentici angeli di bontà e stringono un forte legame con due giovanissime belle honduregne, Soledad e Rebeca, in fuga da una realtà di stupro e violenze. Ma ci sono anche nemici ovunque, come l’ex Jardinero Lorenzo che spiega a Lydia come l’articolo di Sebastiàn sia stato letto dalla figlia di Javier la quale – ignara della vera attività del padre – non reggendo allo shock si è suicidata, scatenando così la violenza belluina del padre. E il nemico peggiore è la Migra, la corrotta polizia che cattura il gruppo di migranti con Luca e Lidia e li rilascia solo dopo il pagamento di un forte riscatto, al quale Lydia aggiunge una somma ancora maggiore per liberare anche le due ragazzine, che nel frattempo sono state violentate dai "poliziotti".
Tra mille traversie i profughi arrivano nel comune messicano di Nogales, città frontaliera dove contattano El Chacal, guida esperta del territorio desertico che dovranno attraversare negli Stati Uniti, e al quale versano tutti i soldi rimasti: anche l’ultima tappa di questa moderna Odissea, alle prese con una polizia di frontiera altrettanto pericolosa di quella messicana, miete le sue vittime, ma Luca, Lydia e le loro giovani amiche raggiungeranno gli Stati Uniti e, forse, la salvezza.

## Personaggi
Luca: è un bambino di otto anni dolce e intelligente, appassionato di geografia, che si rivelerà forte come una roccia.
Lydia Pérez: è la madre di Luca; rimasta improvvisamente vedova e sola al mondo, dovrà trasformarsi presto in madre leonessa per salvare suo figlio e sé stessa, e ci riuscirà benissimo senza per questo perdere la sua identità di donna forte e oltremodo coraggiosa.
Sebastiàn Pérez Delgado: è il defunto marito di Lydia; già morto quando il libro si apre, appare poi nei numerosi flashback che seguono, e nei quali egli si scopre essere stato un giornalista, nonché soprattutto un uomo molto premuroso, amante della sua famiglia e assai lontano dalla rozzezza e violenza degli altri uomini che compaiono nel romanzo.
Javier Crespo: capo del cartello messicano Los Jardineros, in lui coesistono un uomo sensibile, che è sinceramente attratto da Lydia, ed una belva, proprio come nel personaggio di Michael Corleone ne Il padrino.
Soledad e Rebeca: sono due ragazze bellissime di 16 e 14 anni, segnate da un passato di orrore e violenza ma ancora ricche di umanità.

## Accoglienza
Il libro è stato uno dei più venduti del 2020 in tutto il mondo.
La storia è solida e ben costruita, forse con la sola eccezione dello strano rapporto che si crea tra Lydia e Javier, il solo personaggio che appare improbabile (e insufficientemente definito, data anche la sua complessità). Lo stile è piano, scorrevole e tiene sempre desta l’attenzione. Ovviamente punta molto alla pancia del lettore, che è portato a immedesimarsi nei protagonisti e a soffrire con loro: di qui una punta di manicheismo e una drastica differenziazione tra i buoni e i cattivi, che del resto è proprio lo scopo dell’autrice. Insomma un libro che non lascia indifferente il lettore ma lo cattura e lo spinge a meditare su di un tema tra i più importanti del nuovo secolo.
Al di là del caso letterario sollevato nel Nord America il libro fa porre un'altra domanda, se cioè un tema così divisivo possa essere affrontato da un’opera di narrativa che si rivolge al mercato, e ha comunque fini di lucro, o vada limitato alle trattazioni degli esperti.

### Critica letteraria
American Dirt ha ricevuto recensioni miste da parte della critica letteraria: per esempio, Oprah Winfrey, nel selezionare Il sale della terra per il suo Book Club, ha dichiarato che Jeanine Cummins "ha compiuto un'impresa straordinaria, mettendoci letteralmente nei panni dei migranti, e facendoci sentire la loro angoscia e disperata lotta nel tornare a vivere in libertà".
Il libro ha anche ricevuto ottime recensioni anche dalla scrittrice messicano-statunitense Sandra Cisneros, che lo ha definito "il grande romanzo delle Americhe: la storia internazionale del nostro tempo!" e dal Washington Post, che ha scritto che il romanzo "offre sia una cronaca vitale dell'esperienza dei migranti latinoamericani contemporanei sia un'esperienza di lettura profondamente commovente". La critica Maureen Corrigan l'ha recensito altrettanto positivamente, scrivendo che esso "riporta alla luce la vita dei singoli migranti, che rischierebbero, anzi rischiano tutto per cercare di raggiungere gli Stati Uniti"; così come il New York Journal ha scritto testuali parole: "Il sale della terra sarà il libro decisivo del 2020!".
Myriam Gurba ha invece conferito una delle prime recensioni negative del romanzo, scrivendo: "Che Lydia sia così sconvolta dalle realtà quotidiane del suo paese […] dà l'impressione che Lydia potrebbe non essere… una messicana credibile. Ma è comprensibile, percepisce la realtà messicana paese attraverso gli occhi di una turista americana tranquilla nel suo attico a New York!"; anche il sito web Medium ha completamente stroncato il libro, definendolo "un melodramma pornografico, incentrato solo sullo stupro quasi fosse piacevole da leggere, dannoso, appropriato, impreciso".
Il 30 gennaio 2020, The Guardian ha pubblicato un editoriale che ha finalmente spiegato perché gli scrittori latini erano così arrabbiati per le circostanze dietro la pubblicazione e la promozione del libro: "Il sale della terra è un insulto a tutti gli scrittori latinoamericani che hanno lavorato duramente – alcuni di noi anche per decenni – con poca attenzione da parte dei principali editori e revisori di libri, mentre costruivano una vasta collezione di letteratura autentica e mozzafiato, spesso pubblicata da università e giornali indipendenti con budget ridottissimi. E mentre le persone che gestiscono Flatiron Books hanno ogni diritto di pagare cifre da 7 zeri per comprare e pubblicare un libro come Il sale della terra, non hanno l'immunità da recensioni negative e critiche valide!... Non è che pensiamo che solo gli scrittori sudamericani dovrebbero scrivere libri a tema Latinx: perché no, non si tratta di censura. Uno scrittore di talento che fa il duro lavoro può creare opere letterarie convincenti e potenti anche su altre culture diverse dalla sua. Questo si chiama arte. E Il sale della terra non è arte." L'articolo conclude: "Forse questo non sarà ricordato come un grande romanzo, ma sicuramente come un punto di svolta chiave per un'industria che ha un disperato bisogno di cambiare!".
Lo USA Today ha definito il libro "problematico", criticando la scelta dell'autrice di voler dipingere il personaggio principale come "costretto da un criminale onnipotente" ad attraversare illegalmente il confine, cosa che, sostiene il giornale, rende più facile per i lettori americani bianchi e benestanti a simpatizzare perla trama; ha concluso con la considerazione del libro come "un calcolo astuto, nonché profondamente cinico".
Invece il New York Times ha pubblicato recensioni contrastanti sul libro: il 17 gennaio 2020, Parul Sehgal ha scritto, nella sezione quotidiana Books of the Times, che "questo particolare libro vacilla e fallisce spesso". Due giorni dopo, il giornale statunitense ha pubblicato la recensione della ben più rinomata Lauren Groff, che invece afferma che il libro "è stato scritto con buone intenzioni e, come tutti i libri profondamente sentiti, richiama il suo fantasma immaginario nella vera carne del lettore".
Più tardi sempre durante lo stesso giorno, su Twitter, la Groff ha definito la sua recensione "profondamente inadeguata", e ha definito la situazione un incubo.

## Controversie
Il libro è stato promosso con una campagna massiccia e accuratamente confezionata, che è culminata con la selezione di Oprah Winfrey per il suo Book Club (club del libro), atto questo di enorme importanza per la statura della Winfrey e la sua capacità di influenzare il successo o meno di una iniziativa editoriale.
La comunità degli scrittori messicani si è espressa in maniera molto critica, mettendo in dubbio la validità dell’interpretazione di un tema così intrinsecamente latino americano da parte di scrittori nordamericani e lo stesso valore letterario del romanzo, nonché il ruolo giocato dai grandi editori per assicurare il successo di vendita degli scrittori bianchi, di qui una querelle nel mondo letterario ed editoriale americano. Queste obiezioni sono state però prontamente difese dalla stessa Oprah, che ha dichiarato di aver "sul serio amato il libro", così come dalla casa editrice Flatiron Books, per cui è stato pubblicato il romanzo, che 

## Adattamento cinematografico
Nel 2021 è stato preso in considerazione un possibile adattamento cinematografico della Cummins, scritto da Charles Leavitt e prodotto da Imperative Entertainment.

## Riconoscimenti
- 2020 - Prix Médicis[18]
  - Vincitrice a Jeanine Cummins